# Coye-la-Forêt
Coye-la-Forêt è un comune francese di 3 986 abitanti situato nel dipartimento dell'Oise della regione dell'Alta Francia.

## Società

### Evoluzione demografica
Abitanti censiti